# 湿潤療法
湿潤療法（しつじゅんりょうほう）は、創傷（特に擦過傷）や熱傷、褥瘡その他の皮膚潰瘍に対し、従来のガーゼを当て消毒薬による消毒をすると言う治療から、消毒をせず、創傷部を乾燥させず、ガーゼの代わりに創傷被覆材（ドレッシングフォーム）を使用する、従来とは異なる治療法である。
陰圧閉鎖療法（VAC療法）はこの一種である。
本来は医療現場における新しいアプローチであったが、一部では民間療法、家庭医療として広まった。さらに一部では個人の誤った判断と治療法により重篤な合併症を起こす例もある。

## 概説
20世紀末に湿潤療法の概念が、医療現場のみならず一般家庭までに普及したことで、創傷治療のパラダイム・シフトが起きた。

### 医療現場における新しいアプローチ
湿潤療法は、「創傷の治癒と言うものは、もとより細胞を培養する様なものであり、従来の様に乾燥させるより湿潤を保った方がよいのは自明である。しかしながら、創傷が治癒するとそれが乾燥することから、乾燥させれば治癒すると言う勘違いや、消毒に対する信仰で、これまでは誤った治療がなされてきていた」という考え方に立脚する。
消毒薬は、傷のタンパク質との反応によって、細菌を殺す効力が容易に閾値以下になる一方で、欠損組織を再生しつつある細胞を殺すには充分な効力を保っていること、再生組織は乾燥によって容易に死滅し、傷口の乾燥は再生を著しく遅らせること、軽度の擦過傷においては、皮膚のような浅部組織は常在菌に対する耐性が高く、壊死組織や異物が介在しなければ、消毒しなくても感染症に至ることは無い

ことに注目して考案された。
傷口の内部に消毒薬を入れることを避け、再生組織を殺さないように創部を湿潤状態に保ち、なおかつ感染症の誘因となる壊死組織や異物を十分除去(デブリードマン)し、皮膚常在菌による細菌叢を保持し、有害な病原菌の侵入を阻害することで、創部の再生を促すものである。
1980年代より、湿潤環境を保ち傷を治すという概念はすでに存在していた。しかし全世界的に普及はしておらず、日本国内でもガーゼを伴う治療法が主流であり続けた。しかし、ようやく2001年ごろから形成外科医の夏井睦をはじめ、賛同する医師らによって急速に普及が図られている。
また、ほぼ同じ時期より、褥瘡に対して内科医の鳥谷部俊一によっても、独自の治療法が提唱された。その方法には湿潤状態を保持するために食品用ラップフィルムを用いること、また、完全な閉塞環境を保つことが目的ではないことから、ラップ療法、開放性ウェットドレッシング療法 (Open Wet-dressing Therapy, OpenWT) と呼ばれている。
なお、湿潤環境下の方が創傷の治療経過が良いことは、欧米においては1960年代後半から臨床報告で知られており、これを応用した治療法は Moist Wound Healing と呼ばれている。

### 医療現場での適応
消毒を行った上でガーゼを貼る治療は今なお主流だが、湿潤療法の治療を行う医師も増えている。
医療現場において、ドレッシング材（被覆材）はポリウレタンフィルム、ハイドロコロイド、ハイドロジェル、ハイドロポリマーなどにワセリンやプラスチベース®などを塗布して利用される。これらは、ラップを使った治療法とは異なり、閉塞環境を保つことから、閉塞性ドレッシング剤と呼ばれる。
ガーゼにワセリンを塗った上で患部に当てる方法もあるが、上記のドレッシング材より保湿効果は少ない。
医療現場（特に在宅の褥瘡ケアの現場で使用されていた）においても食品用ラップが利用されラップ療法と呼ばれることがあった。2010年には日本褥瘡学会理事会見解として、安易な適用を戒めつつも創傷被覆材の継続使用が困難な在宅などの療養環境において使用することを考慮してもよいとの声明を出している。
いっぽうで2010年4月より保険診療で国内使用できるようになった陰圧閉鎖療法（VAC療法）で使われる被覆材は専用の粘着シールフィルム材であり、陰圧確保のためのシーリング目的のものであり、血圧と同等の圧力で吸引することにより創面の水分含有量はラップ療法を行ったものよりはるかに低く引き締まった状態になる。

## 民間医療、家庭医療への波及
一方で、医療現場での盛んな喧伝がマスメディアを通して一般にも（一部誤った形で）波及し、民間療法、家庭医療として広まっている側面がある。民間療法でよく喧伝されるのは次のような事項である。
- 従来のガーゼと消毒薬での治療をせずに、「消毒をしない」「乾かさない」「水道水でよく洗う」を3原則として行う
- モイストヒーリング、潤い療法（うるおい療法）などという謳い文句

特に、湿潤療法を適用する医療現場において使用される被覆材（ドレッシングフォーム）のうち、ドレッシング材のハイドロコロイドを利用した医療用具製品が、2004年にジョンソン・エンド・ジョンソンから「バンドエイド キズパワーパッド」が一般向けに発売されたのをきっかけに、他社からも類似製品が発売されるようになった。それらの医療用具を手軽に入手できるようになったことで、一般人にも民間療法、家庭医療として使用する機会が拡大している。創傷被覆材製品は多くの類似品が家庭医療向けにも販売されているが、他に、褥瘡分野での推進者である鳥谷部がメーカーと開発したモイスキンパッドなどがある。
なお、従来の絆創膏製品の多くは薬事法により「一般医療機器」（「副作用又は機能の障害が生じた場合においても、人の生命及び健康に影響を与えるおそれがほとんどないもの」）に指定されているが、これらのドレッシング材式の創傷被覆材製品の一部には「管理医療機器」（「副作用又は機能の障害が生じた場合において、人の生命及び健康に影響を与えるおそれがあることから、その適切な管理が必要なもの」）に指定されている。

### 注意点
湿潤治療が適用されるかどうかの診断は必要であり、治療前後の受診は必ず行うようにすることが望ましい。家庭での治療は、軽度の創傷（軽度の擦過傷、切創）に限って用いられるべきであり、なおかつ、痛み、化膿その他の異変が発生した場合は速やかに医師の診察を受ける必要がある。
また、破傷風予防の観点から、野外での創傷・擦過傷、特に木枝や錆びた釘、鉄条網などによる怪我、戦傷、動物による咬創（狂犬病）は、思ったよりも傷が比較的深く傷口の奥深くまで異物や細菌が入り込んでいるため、傷口の洗浄の上、程度に応じ解放創としてドレナージを行う必要があるため、湿潤療法を行うにせよ通常の治療を行うにせよ、外科系医師（なるべく整形外科医や形成外科医など、あるいは軽度の火傷であれば皮膚科など。創傷外科に通じた医師）の受診が必要である。
1. 大量の水道水、あるいは清潔な水で傷口の汚れを完全に洗い落とす。この時、決して消毒を行ってはいけない。異物が見られる場合は、これを入念に除去する。ただし、異物ほか創傷の汚染や皮膚組織剥離の程度が重いとか、局部麻酔が必要となる程度であるとか、その他創傷が深い場合には、最初から医療機関を受診すべきである。
2. 必要であれば、圧迫によって止血を行う。止血が困難な場合などは、家庭で治療を行うべきではない。
3. 出血が止まったら、ラップなどのドレッシング材を傷より大きめに切り、患部に当てる（保湿効果のある白色ワセリンをラップに塗り患部に当てるとなお良い）。
4. 貼ったラップを包帯、医療用紙テープなどにより固定する。
5. ラップは1日に一回。夏などは1日に数回取り替える。この際、流水などで創傷の周囲を洗うこと。市販の湿潤療法用絆創膏であっても、特に問題は無い[14]。
6. 創傷周囲の皮膚は、特に夏場にかぶれなどにより痒みが強くなるが、特に創傷からの体液分泌が多いときに、ラップ表皮下にある皮膚かぶれへの、かゆみどめ等の薬剤の使用は控える（かぶれを放置すると、治癒した後も色素沈着などが長期間残る場合があるため、ラップ療法を中止し、医師の診察を受けるべきである。このため夏期にラップ療法を行うのは困難なことが多い）。
7. 上皮化が完了すれば、治療完了となる。上皮化のサインとして、傷がピンク色になり新たな皮膚ができ、痛みがなくなる。
8. 上皮化してすぐの皮膚はしみになりやすいため、少なくとも一ヶ月は紫外線に注意する（衣服により物理的に日光を遮断するなど）。

- この節の特記無き部分は 夏井睦 『キズ・ヤケドは消毒してはいけない 痛くない!早く治る!「うるおい治療」のすすめ』(2008) 、主に p.54 - p.61 を参考とした。

### 適用すべきでない場合
次の場合は、適用してはならず、最初から医師による診断、治療を受けるべきである。
- 何らかの処置が必要と考えられる軽度でないまたは広範囲の熱傷[1]、および乳幼児・高齢者等の熱傷全般[15]
- 抵抗力の弱い者（乳幼児、高齢者等、糖尿病患者、その他の易感染性患者）。
- 深い創傷。
  - 動物による咬み傷は、狂犬病、破傷風等の危険性がある。組織の一部を噛み千切られた場合なども。
サンフォードガイドなどの成書・ガイドラインによると、動物咬傷では抗生物質の服用をすすめている。
- 擦過傷の場合、深さと大きさによるが、数cm平方を超える場合は一度でも受診が望ましい。完治に近くなる（ピンク色に表皮が形成され、浸潤液がなくなる）までに1週間以上掛かる場合も、同様である（後述の形成障害・瘢痕拘縮のおそれもある）。
- 切創の場合、しびれや運動障害が見られる場合は、神経や腱の損傷が疑われる。
- 出血が多く、絆創膏やガーゼ程度では止血が維持できない場合。既に創傷は軽度ではなく、ただちに受診すべきである。
- 汚染がひどく、創感染を発症することが考えられる創、ないしは受傷直後の汚れた外傷は、専門医による創洗浄などを要する。土壌中には破傷風菌を含む多くの菌がいるため医療機関を受診することが必須である。
- 特に受傷初期において、1 - 2日経っても治癒の進行が無いか、遅いように見える場合（悪化する場合も）。
- 治療開始後数日を経ても痛み・発赤・腫れがある場合。
- 有害な生物・化学物質による皮膚傷害、または傷が有害な生物・化学物質に暴露した場合。
- 褥瘡やその他の病原性等による難治性潰瘍（糖尿病性、静脈鬱滞性、動脈性（虚血性）、膠原病、放射線その他） - 専門的治療を要する。

次のような場合は、直ちに家庭医療を中止し、外科医の診断を受ける事。
- 創傷周囲に不自然な発赤、腫れ、むくみなどが見られる場合(蜂窩織炎など感染症の可能性がある)。
- 痛みが改善しない場合。膿や血液、浸出液が出続ける場合。
- 発熱、悪寒がある場合。
- 刺激しても患部及び周囲の痛覚など皮膚感覚が麻痺してまったく感じなくなった場合(神経組織まで感染症に侵されている場合がある)。
- 破傷風の前駆症状（肩が強く凝る、口が開きにくい）。
- 狂犬病の前駆症状では、手遅れとなる。

この節の他に出典特記無き部分は 夏井睦 『キズ・ヤケドは消毒してはいけない 痛くない!早く治る!「うるおい治療」のすすめ』 (2008) 、主に p.81 - p.83 を参考とした。

### 適用上の注意
創の場所、面積によっては、上皮化させた創は瘢痕拘縮を生じて運動障害、機能障害を併発し、場合によっては手術治療の追加が必要となるおそれもある。また、手荒れやかみそり負け、日焼け程度であれば効果が認められているが、あせもやにきびなどには適用されるべきでなく、原則的には専門医の診察を仰ぐべきである。

## 民間のラップ療法の問題点
いわゆるラップ療法は簡便な湿潤閉鎖療法であるが、それゆえ創傷管理の知識のない看護師や医師、患者自身などが適応を考えずに盲目的に使用してしまうケースが多々ある。「密閉するのがよい」という中途半端な解釈から汚染があるままラップで被覆し十分な交換がなされないケースがあり、創部が感染し創傷治癒の遅延を来たしたり、敗血症などの重篤な感染症を引き起こす症例が学会や論文で多く報告されており、感染症では死亡例もある。
そのため、日本熱傷学会は熱傷に対して食品用ラップを使用せず、医療用創傷被覆材を使用するよう勧告している。日本熱傷学会ラップ療法対策特別委員会は「いわゆるラップ療法は熱傷に対して最も質の低い創閉鎖療法である」としている。
日本皮膚科学会や日本褥瘡学会では、診療ガイドラインで湿潤療法と、その一つのラップ療法を皮膚疾患や褥創の治療法のひとつとして示している。